# Сьятас, Теодосис
Теодо́сис Сья́тас (греч. Θεοδόσης Σηάθας; род. 16 декабря 1998, Кипр) — кипрский футболист, нападающий клуба «АЕК Ларнака» и молодёжной сборной Кипра.

## Клубная карьера
Сьятас является воспитанником футбольного клуба «Неа Саламина», с которым он подписал первый профессиональный контракт в 2017 году. Дебютировал в кипрском Дивизионе А 21 мая в матче с «Доксой». Теодосис вышел на поле 69-й минуте вместо Александроса Константину. Это был его первый и единственный матч в сезоне.
В последующих сезонах Сьятас стал чаще выходить на поле, но также в основном на замену по ходу матча. 10 марта 2018 года в матче всё с той же «Доксой» он забил первый гол в профессиональной карьере. На 86-й минуте он забил шестой гол «Саламины», тем самым довершив разгром соперника.

## Карьера в сборной
Выступал за юношеские и молодёжные сборные Кипра.
В составе юношеской сборной участвовал в отборе к чемпионату Европы 2017 года. Провёл 5 встреч, в основном выходя на замену. В игре элитного отборочного раунда с Сербией вышел в стартовом составе и был заменён на 85-й минуте на Михалиса Хараламбуса. Сборная Кипра со второго места вышла в элитный раунд, на котором не выиграла ни одной встречи, оказавшись на дне турнирной таблицы.
В 2019 году вместе с молодёжной сборной проходил квалификацию к чемпионат Европы 2021 года. Сиатиас провёл четыре встречи, а сборная Кипра, заняв пятое место и обойдя только Гибралтар, в основной турнир не попала.

## Статистика выступлений

### Клубная статистика
| Выступление      | Выступление      | Выступление      | Лига | Лига | Кубки | Кубки | Конт.кубки | Конт.кубки | Итого | Итого |
| Клуб             | Лига             | Сезон            | Игры | Голы | Игры  | Голы  | Игры       | Голы       | Игры  | Голы  |
| ---------------- | ---------------- | ---------------- | ---- | ---- | ----- | ----- | ---------- | ---------- | ----- | ----- |
| Неа Саламина     | Дивизион А       | 2016/17          | 1    | 0    | 1     | 0     | —          | —          | 2     | 0     |
| Неа Саламина     | Дивизион А       | 2017/18          | 15   | 2    | 2     | 0     | —          | —          | 17    | 2     |
| Неа Саламина     | Дивизион А       | 2018/19          | 14   | 0    | 2     | 0     | —          | —          | 16    | 0     |
| Неа Саламина     | Дивизион А       | 2019/20          | 17   | 2    | 2     | 0     | —          | —          | 19    | 2     |
| Неа Саламина     | Итого            | Итого            | 47   | 4    | 7     | 0     | 0          | 0          | 54    | 4     |
| Всего за карьеру | Всего за карьеру | Всего за карьеру | 47   | 4    | 7     | 0     | 0          | 0          | 54    | 4     |